# P2S
P2S（Peer to Sever），即「点对服务器」技术，是最经典的一种下载协议。“点”（Peer）即网络节点或终端，通常可以理解为用户的個人電腦。P2S协议又分HTTP（Hyper Text Transportation Protocol，译为超文本传输协议）与FTP（File Transportation Protocol，文件传输协议）两种类型。
例如Internet Explorer及网际快车（FlashGet）采用的即是P2S技术。相关的網絡技術还有P2P与P2SP。